# Древнегреческая колонизация Восточного Причерноморья

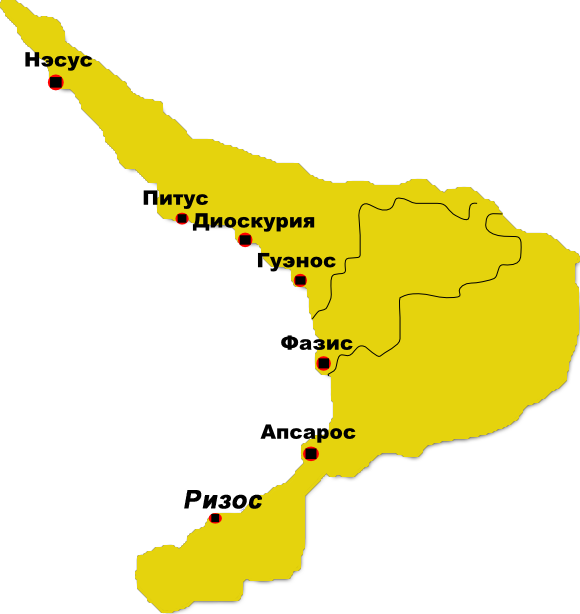
Основные порты Колхиды

Древнегреческая колонизация Восточного Причерноморья — одно из направлений общегреческого колонизационного движения VII-V вв. до н. э., направленное на заселение берегов Восточного Причерноморья, прежде всего Колхиды.

## Гипотезы переселения
Существуют две основные точки зрения на греческую колонизацию территории современной Грузии. Согласно первому воззрению, на восточном берегу Чёрного моря греками были основаны независимые полисы, обладавшие своей сельскохозяйственной хорой. Согласно другой точке зрения, эти торговые поселения (эмпории) были слишком малы и не обладали самостоятельной экономической базой, соответственно их нельзя считать самостоятельными полисами.
По аналогии с колонизацией Северного Причерноморья основная роль в Восточном Причерноморье традиционно отводилась ионийцам из милетских колоний. Археологи не нашли подтверждений данной гипотезы: милетская керамика не является преобладающей в ранних греческих поселениях Восточного Причерноморья. По другой гипотезе, первые греческие поселения со статусом эмпория — это не развившиеся в полисы протоколонии, а затем субколонии, основанные не переселенцами из метрополии, а отрядами из ранее основанных эмпорий с целью расширения сферы влияния или защиты своих владений.

## Хронология колонизации

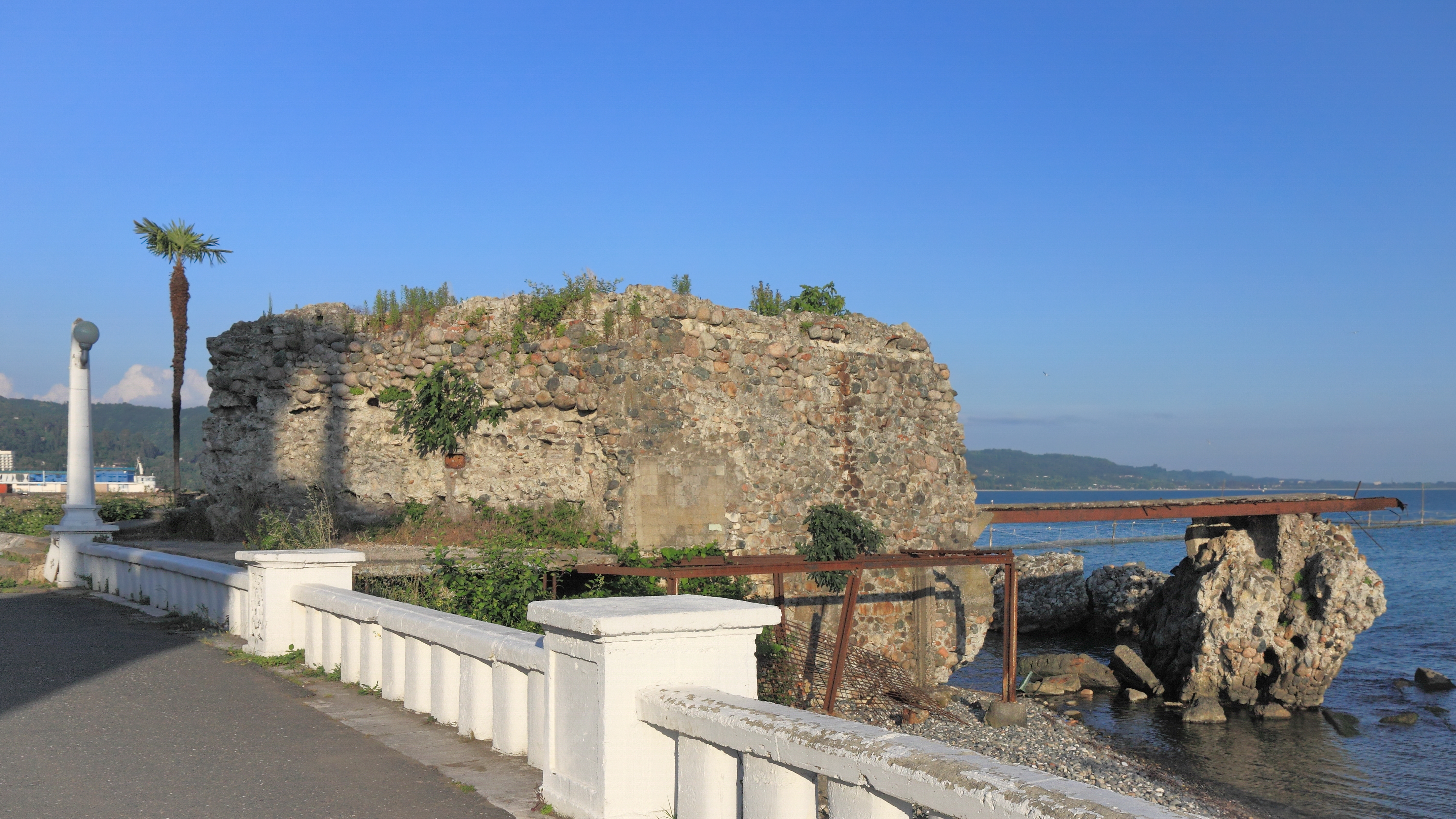
Одна из построек античной Диоскуриады (ныне Сухум)

Хронология греческой колонизации Восточного Причерноморья допускает различные толкования вследствие отсутствия каких-либо датировок в письменных источниках. Определяющими значениями являются археологические данные и сравнительные материалы из истории метрополии. А. Ю. Кахидзе, исследовавший юго-восточное побережье Понта, считает началом ионийской колонизации региона конец VII века до н. э. и продолжалась до первой четверти V века до н. э. Данная датировка подтверждается исследованиями Г. А. Кошеленко и В. Д. Кузнецова. Г. Р. Цецхладзе датирует начало колонизации серединой VI века до н. э., окончание — 520-е годы до н. э. В своей датировке Г. Р. Цецхладзе опирается на появление в Колхиде массового ионийского материала в середине VI века до н. э., что может объясняться появлением ионийцев, бежавших от персидского завоевания Ионии. По мнению М. Ф. Высокого, в 520-е годы ионийская эмиграция не была ещё окончательной, а последним этапом колонизации следует считать начало V века до н. э. после подавления их восстания персами. Часть их переселилась на Боспор, а часть, вероятно, в Восточное Причерноморье.

## Первые ранние греческие поселения
Наиболее ранним греческим поселением (конец VII — первая половина VI века до н. э.) считается поселение в Батумской крепости, расположенное на холме берега реки Королисцкали. Другое поселение находится севернее Батуми вблизи села Цихисдзири на месте позднеантичного города Петра, где найдены греческие погребения взрослых и детей, датируемые концом VI — началом V веков. Часть погребений являются колхскими и находятся вместе с греческими, что говорит об их совместном проживании. Греческое аттическое присутствие на поселении Пичвнари (недалеко от Цихисдзири) относится к 70—60 годам V века — 430-е годы до н. э. В Пичвнари в середине — второй половине V века до н. э. зафиксирована эллинизация местного населения, проявившаяся в методах захоронения и погребальных надписях — граффити. Другие ранние поселения: Фасис, Гюэнос, Диоскуриада, Эшера, Питиунт, Нитика (нет точной локализации), Торик, прибрежные поселения в междуречье Кудепсты, Мзымты, Псоу и многие другие.

## Периодизация

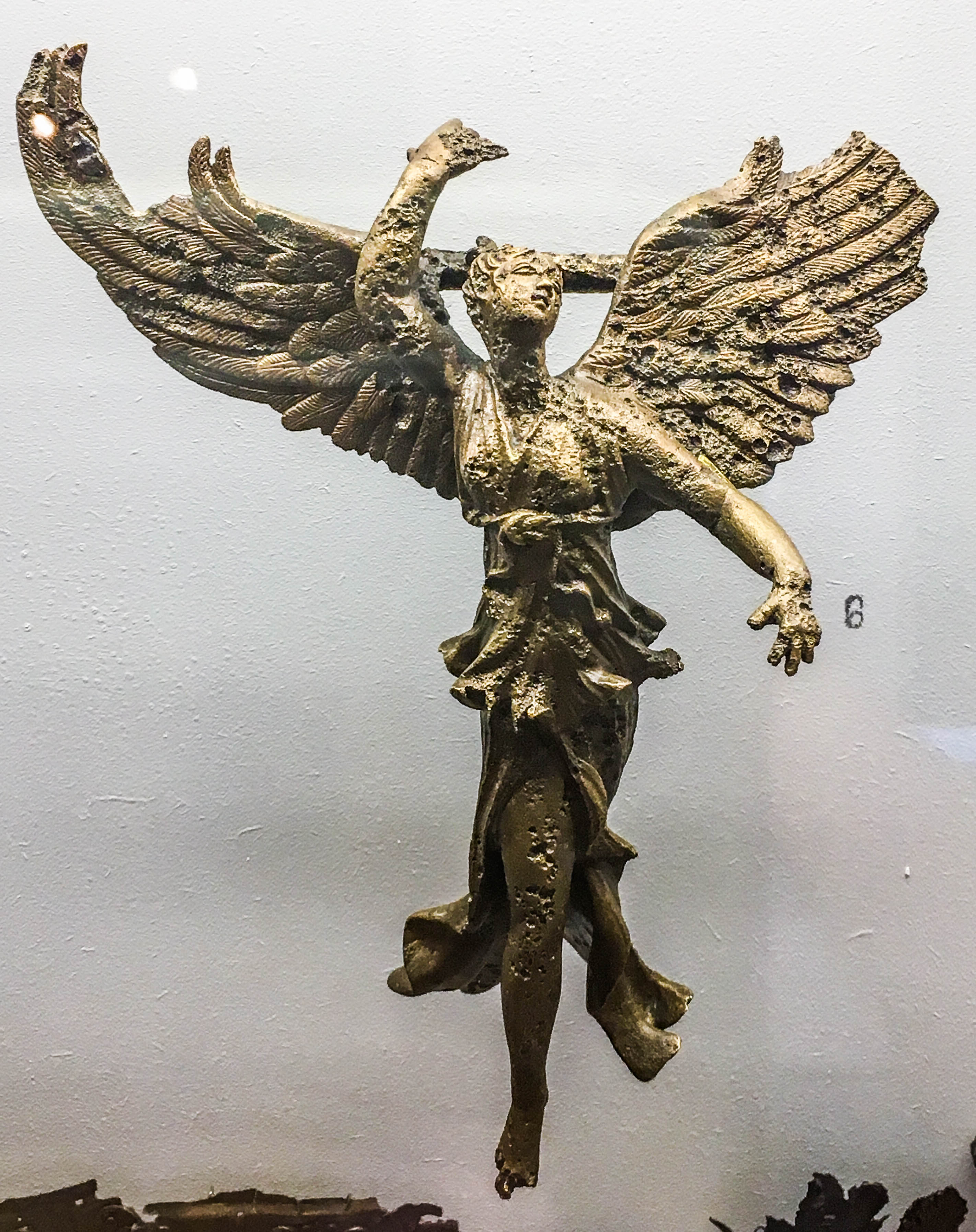
Статуэтка богини Ники

Первым этапом колонизации Восточного Причерноморья по мнению большинства исследователей является ионийский — VI—V вв. до н. э.). Гипотезу о втором этапе — аттическом (или афинском) первым выдвинул А. Ю. Кахидзе, опираясь на материалы исследованного поселения Пичвнари. По его мнению аттический этап начался с 480-х — 470-х годов до н. э., который усилился после экспедиции Перикла в Восточное Причерноморье, где афиняне основали свои опорные пункты (в т. ч. в Пичвнари) и установили контроль над большей частью Восточного Причерноморья. Но, возможно, датировка А. Ю. Кахидзе является завышенной, так как основная часть археологического материала из Пичвнари относится ко второй половине V века, к 430-м годам до н. э. После ослабления Афин, с середины IV века до н. э. начинается третий этап колонизации региона — синопский. Но всё же основными колонизационными этапами считаются ионийский и афинский.